# Siri
|  | Per a altres significats, vegeu «Sirià». |

Siri és un assistent virtual desenvolupat per Apple, integrat als sistemes operatius de la companyia com iOS, iPadOS, macOS o watchOS. L'assistent permet als usuaris fer accions, cercar informació i gestionar tasques utilitzant ordres de veu. La tecnologia que utilitza Siri inclou el reconeixement de veu, la comprensió del llenguatge natural i la integració amb serveis web.

## Història
El desenvolupament de Siri va començar a l'Stanford Research Institute (SRI), que es va fundar el 1946, però es va independitzar el 1970. SRI Ventures, reconeixent el potencial de la intel·ligència artificial (IA) en la tecnologia mòbil, va iniciar un projecte de crear un assistent digital. Van rebre un finançament de 150 milions de dòlars de la DARPA per a desenvolupar un assistent de programari cognitiu destinat a millorar les interaccions dels usuaris mitjançant capacitats de la IA.
Inicialment, SRI pretenia associar-se amb companyies de telecomunicacions o fabricants de telèfons per a permetre'ls utilitzar el producte a canvi de finançament. En canvi, quan cap empresa va mostrar interés, SRI va decidir tirar avant el projecte de manera independent. També es preveia que estiguera disponible per a altres plataformes com Android i Blackberry perquè en aquell moment la van concebre com a una aplicació independent. Tanmateix, això va canviar després de l'adquisició per part d'Apple el 28 d'abril de 2010, uns mesos abans de la presentació de la versió 5 d'iOS a l'octubre del mateix any. Apple va veure el potencial de Siri com a tecnologia d’assistent virtual i la va integrar de manera exclusiva en els seus dispositius.
Siri es va incloure oficialment a l'App Store l'any 2010 i ràpidament va guanyar popularitat com a assistent virtual per la seua capacitat de dur a terme una varietat de tasques, des de programar recordatoris fins a proporcionar informació meteorològica o i iniciar cerques a la web sense necessitat de navegar manualment als seus dispositius.
Malgrat el seu èxit, Siri ha estat objecte de crítiques al llarg del temps. Especialment en relació amb les seues limitacions per a entendre consultes complexes i contextos, cosa que pot generar frustració entre els usuaris. A més, la competència amb rivals com l'Assistent de Google i Alexa d'Amazon ha impulsat millores contínues i innovacions en la funcionalitat i l'experiència de l'usuari de Siri.
Amb el pas dels anys, Siri ha experimentat diverses actualitzacions i millores, integrant-se amb altres serveis i dispositius d'Apple, inclosos l'iPhone, l'iPad, el Mac i l'Apple TV. Les actualitzacions de 2016 van permetre a Siri utilitzar les dreceres d'Apple, facilitant l'execució d'ordres complexes (de diversos passos) de manera més fàcil i fluida. La tecnologia darrere de Siri depén en gran manera dels avanços en el processament del llenguatge natural (NLP/PLN) i l'aprenentatge automàtic. La introducció de l'arquitectura de transformadors el 2017 va suposar un avanç significatiu en el camp, millorant encara més les capacitats de Siri en la comprensió i el processament de les sol·licituds dels usuaris.
Entre les funcions destacades de Siri hi ha la de Veu personal, introduïda el 2023 per a ajudar les persones amb dificultats de parla amb un sofisticat sistema de text a veu que pretén donar respostes amb un to natural.

## Apple Intelligence
Article principal: Apple Intelligence
Siri s'ha actualitzat amb capacitats millorades possibles gràcies al sistema que la companyia anomena «Apple Intelligence». En macOS Sequoia, iOS 18 i iPadOS 18, Siri presenta una interfície d'usuari actualitzada, un processament de llenguatge natural millorat i l'opció d'interactuar mitjançant text tocant dues vegades la barra d'inici sense habilitar la funció en el menú d'Accessibilitat a iOS i iPadOS. L'Apple Intelligence afig a Siri la capacitat de fer servir el context personal de les activitats del dispositiu per a fer les converses més naturals i fluides. Siri pot proporcionar ajuda al dispositiu i tindrà un suport ampli per a aplicacions a través de l'API Siri App Intents. Siri serà capaç de proporcionar informació personalitzada a l'usuari i la seua informació en el dispositiu utilitzant el context personal. Per exemple, un usuari pot dir: «Reprodueix aquell pòdcast que em va recomanar Jaume», i Siri serà capaç de localitzar i reproduir l'episodi, sense que l'usuari haja de recordar on es va mencionar. També podria preguntar: «Quan aterra el vol de la mare?» i Siri trobarà els detalls del vol i els contrastarà amb el seguiment en temps real per a proporcionar l'hora d'arribada.